# Bianca Maria Fusari
Bianca Maria Fusari (Roma, 13 de mayo de 1932) es una actriz italiana. 
Es conocida por sus apariciones en películas como Totó Tarzán (1950) de Mario Mattoli, Il viale della speranza (1952) de Dino Risi, e Io piaccio (1955) de Giorgio Bianchi.
En 1953 tendría la oportunidad de actuar bajo la dirección del director estadounidense Joseph L. Mankiewicz, junto a Ava Gardner, en la película La condesa descalza, rodada parcialmente en Italia. Terminada la filmación, el director la invita a mudarse a Hollywood, donde tendría grandes oportunidades laborales, pero Fusari se negó, y después de haber aparecido en ocho películas, se retira de la vida pública en 1955.

## Filmografía
- Totó Tarzán (1950)
- Quattro rose rosse (1951)
- Il viale della speranza (1952)
- La condesa descalza (1954)
- Le due orfanelle (1954)
- Lacrime d'amore (1954)
- Suonno d'ammore (1955)
- Io piaccio (1955)
- Adriana Lecouvreur (1955)